# Ulla Bergkwist
Hedvig Ulla Elisabet Bergkwist, född Rydmark 23 september 1920 i Stockholm, död 7 september 2012, var en svensk psykiater. 
Bergkwist blev medicine licentiat 1950, var underläkare vid Rättspsykiatriska kliniken i Stockholm, Beckomberga sjukhus, Sankt Eriks sjukhus samt rådgivande psykiater inom östra fångvårdsgruppen 1950–57. Hon blev överläkare vid ungdomsanstalten Roxtuna 1958 (tillförordnad 1957), socialläkare i Stockholm 1966 och var överinspektör vid Kriminalvårdsstyrelsen 1970–85.